# Férfi 1500 méteres gyorskorcsolya az 1932. évi téli olimpiai játékokon
Az 1932. évi téli olimpiai játékokon a gyorskorcsolya férfi 1500 méteres versenyszámát február 5-én rendezték. Az aranyérmet az amerikai Jack Shea nyerte meg. Magyar versenyző nem vett részt a versenyszámban.

## Rekordok
A versenyt megelőzően a következő rekordok voltak érvényben:
| Világrekord     | Oscar Mathisen (NOR) | 2:17,4 | Davos, Svájc            | 1914. január 18. |
| Olimpiai rekord | Clas Thunberg (FIN)  | 2:20,8 | Chamonix, Franciaország | 1924. január 27. |

A versenyen új rekord nem született.

## Eredmények
A három előfutamból az első két helyezett versenyző jutott a döntőbe. A döntőben a célba érkezés sorrendje határozta meg a végeredményt. A rövidítések jelentése a következő:
- Q: továbbjutás helyezés alapján

### Előfutamok
| Hely.    | Versenyző         | Nemzet                 | Idő            | Mj       |
| 1. futam | 1. futam          | 1. futam               | 1. futam       | 1. futam |
| -------- | ----------------- | ---------------------- | -------------- | -------- |
| 1.       | Herb Taylor       | Egyesült Államok (USA) | 2:49,3         | Q        |
| 2.       | Frank Stack       | Kanada (CAN)           | idő nem ismert | Q        |
| 3.       | Bernt Evensen     | Norvégia (NOR)         | idő nem ismert |          |
| 4.       | Hans Engnestangen | Norvégia (NOR)         | idő nem ismert |          |
| 5.       | Ossi Blomqvist    | Finnország (FIN)       | idő nem ismert |          |
| 6.       | Tomeju Uruma      | Japán (JPN)            | idő nem ismert |          |
| 2. futam |                   |                        |                |          |
| 1.       | Jack Shea         | Egyesült Államok (USA) | 2:58,0         | Q        |
| 2.       | Willy Logan       | Kanada (CAN)           | idő nem ismert | Q        |
| 3.       | Ivar Ballangrud   | Norvégia (NOR)         | idő nem ismert |          |
| 4.       | Herb Flack        | Kanada (CAN)           | idő nem ismert |          |
| 5.       | Isihara Sózó      | Japán (JPN)            | idő nem ismert |          |
| 6.       | Lloyd Guenther    | Egyesült Államok (USA) | idő nem ismert |          |
| 3. futam |                   |                        |                |          |
| 1.       | Ray Murray        | Egyesült Államok (USA) | 2:29,9         | Q        |
| 2.       | Alexander Hurd    | Kanada (CAN)           | idő nem ismert | Q        |
| 3.       | Michael Staksrud  | Norvégia (NOR)         | idő nem ismert |          |
| 4.       | Kavamura Jaszuo   | Japán (JPN)            | idő nem ismert |          |
| 5.       | Kitani Tokuo      | Japán (JPN)            | idő nem ismert |          |
| 6.       | Ingvar Lindberg   | Svédország (SWE)       | idő nem ismert |          |

### Döntő
| Hely. | Versenyző      | Nemzet                 | Idő            |
| ----- | -------------- | ---------------------- | -------------- |
| Arany | Jack Shea      | Egyesült Államok (USA) | 2:57,5         |
| Ezüst | Alexander Hurd | Kanada (CAN)           | idő nem ismert |
| Bronz | Willy Logan    | Kanada (CAN)           | idő nem ismert |
| 4.    | Frank Stack    | Kanada (CAN)           | idő nem ismert |
| 5.    | Ray Murray     | Egyesült Államok (USA) | idő nem ismert |
| 6.    | Herb Taylor    | Egyesült Államok (USA) | idő nem ismert |